# Kazanichthys
Kazanichthys è un genere estinto di pesci ossei appartenenti agli attinoterigi vissuto nel Permiano medio in quella che oggi è la Piattaforma Est Europea, comprendente ambienti marini costieri e non marini.

## Descrizione
Le specie del genere Kazanichthys sono note principalmente da resti frammentari, tranne Kazanichthys viatkensis, di cui si conoscono scheletri relativamente completi, sebbene danneggiati. Le scaglie erano ricoperte da uno spesso strato di ganoina e mostravano una varia ornamentazione, differente tra le specie per quanto riguarda le solcature, il campo libero e la densità dei pori. Tuttavia, a causa delle cattive condizioni dei fossili, non è disponibile una descrizione dettagliata del cranio.

### Dentatura e dieta
Kazanichthys viatkensis presenta una dentatura singolare che suggerisce un adattamento alla durofagia, ovvero l'alimentazione a base di prede dal guscio duro. Mostra una combinazione di denti anteriori conici, simili a quelli degli attinotterigi basali, e denti molariformi strettamente compattati sulle piastre dentali buccali. Questi ultimi sono coronati da creste apicali affilate e anastomizzate, una morfologia non osservata in altri attinotterigi fossili o viventi. I denti sono ancorati direttamente all’osso (acrodonti), privi di plicidentina, e la sostituzione dentale avveniva per lo più al di fuori dell'osso, distinguendosi dalla dentizione fillodonte riscontrata in altri pesci durofagi come i Platysomidae o i Pycnodontiformes. La struttura complessiva richiama quella osservata nei moderni Sparidae (una famiglia di teleostei perciformi), suggerendo una dieta generalista, con una certa versatilità nella scelta delle prede. Tuttavia, alcuni studi hanno evidenziato che la sola forma dei denti non è sempre un indicatore affidabile della dieta nei pesci fossili.

## Classificazione
Il genere Kazanichthys venne descritto per la prima volta da Esin nel 1995, sulla base di fossili per lo più frammentari provenienti da terreni del Permiano medio della piattaforma russa. Il genere include cinque specie riconosciute: Kazanichthys golyushermensis (specie tipo), proveniente dai depositi marini costieri del Kazaniano inferiore e superiore; Kazanichthys viatkensis, proveniente da ambienti marini e non marini del Kazaniano superiore; Kazanichthys uralensis, rinvenuto nei depositi non marini dell’Urzhumiano superiore; Kazanichthys curiosus e Kazanichthys peculiaris, entrambi provenienti dai depositi marini costieri dell’Ufimiano.

## Distribuzione geologica
Kazanichthys è conosciuto da sedimenti nelle formazioni stratigrafiche del Kazaniano inferiore e superiore (Roadiano–Capitaniano), nei depositi dell’Ufimiano (Kunguriano superiore) e nei depositi continentali dell’Urzhumiano (Wordiano). I fossili sono stati rinvenuti principalmente nella regione del fiume Viatka e negli Urali, in Russia.

## Significato paleoecologico
Il genere Kazanichthys rappresenta una delle prime prove di specializzazione durofaga tra gli attinotterigi, con una strategia alimentare che si è evoluta indipendentemente rispetto a quella di altri gruppi mesozoici come i Pycnodontiformes. Si tratta di un importante caso di convergenza evolutiva, che testimonia la complessità delle nicchie ecologiche marine e dulciacquicole nel Permiano.